# Galgenberg (Landschaftsschutzgebiet, Bohlingen)
Der Galgenberg ist ein vom Landratsamt Konstanz am 2. Juni 1949 durch Verordnung ausgewiesenes Landschaftsschutzgebiet auf dem Gebiet der Stadt Singen am Hohentwiel.

## Lage
Das 105 Hektar große Schutzgebiet liegt zwischen den Stadtteilen Bohlingen im Süden und Überlingen am Ried im Norden. Das Gebiet gehört zum Naturraum Hegau.

## Landschaftscharakter
Der Galgenberg erhebt sich nördlich von Bohlingen bis auf eine Höhe von 501,2 m ü. NHN. Der aus vulkanischer Asche bestehende Berg stellt einen großen Tuffklotz in einer glazial tief eingefurchten Landschaft dar. Die Asche stammt von nahegelegenen Vulkanen, nicht aber von den Hegau-Phonolit-Vulkanen.
Landschaftsprägend sind die durch Feldhecken, Streuobstwiesen und Einzelbäume kleinräumig strukturierten Wiesen und Äcker. Im Zentrum befinden sich drei Einzelgehöfte. Am Nordhang des Galgenbergs befindet sich ein schmaler Waldstreifen.